# 豫嬪
豫嬪（1816年—1897年），尚佳氏，正白旗包衣第五參領第四旗鼓佐領下人（属内务府正白旗包衣漢軍旗人）。都虞司柏唐阿尚如慶之女。清朝道光帝之嬪。

## 生平
嘉慶二十一年（1816年）十一月初二日卯時出生。
道光十年二月二十二日，宮中新添玲常在。
道光十九年七月初四日，道光帝專門頒布諭旨：「嗣後凡遇各宮未滿年限交出女子，著總管內務府大臣，派員詳細查驗後，據實具奏」。同年十月二十二日，延禧宮玲常在位下即交出一名患病的宫女，經過查驗後，發現咽喉疼痛屬實，惟脖項微腫，據稱素有癭袋之症，另外二十余日前該宮女因污壞活計而受責四十板。同年十二月初三日，玲常在位下宮女大妞因偷拿白絲綫一綹而被責打四十板，右腿傷破、左腿青腫，十二月初十日，大妞又偷拿青絲線一綹，面上左右腮復受板責八下，左右腮青腫並未傷破，大妞亦因而被交出。
道光二十年五月，玲常在位下另一名宮女大妞因多次犯錯而被玲常在下令責罰，例如因踏過門楹時誤將小貓踏斃而被打臉數下；因摘食院內樹上杏兒而打手數板；因餧貓時誤將小貓踏傷，過日貓斃，左右肐膊被打十數板；因把貓打傷而打手掌十餘板，過日貓斃，並未責打。同年五月二十八日，大妞因誤將洗手瓷盆踢有傷璺，兩手受責二十板，均是玲常在自行責打的。 六月初二日，玲常在因自行責打宮女而降為尚答應。當日，其位下再交出一名宮女二妞，亦長期受到責打，曾因學做活計粗笨，令太監責過四十板，又因做活計遲誤，兩手掌各責五板，胳膊責過數板，右胳膊、左手掌隱有青腫之痕。同年六月初三日，尚答應由圓明園返回宮中，並由延禧宮遷居翊坤宮。
道光三十年（1850年）正月，咸豐帝晉封先朝妃嫔，晉尊尚答應為皇考尚常在。道光帝的妃嬪均從東六宮、西六宮遷出，搬至「壽三宮」和「壽三所」居住。彤嬪舒穆祿氏與她所出的八公主居住在壽中宮，尚常在亦住壽中宮。
咸豐十一年（1861年）十月，同治帝晉尊尚常在為皇祖尚貴人。同年十二月，道光帝的妃嬪均搬入寿安宫居住，然而同治元年，尚貴人曾經短暫居住在儲秀宮。
同治十三年（1874年）十一月十六日，光緒帝再晉尊尚貴人為皇祖豫嬪。 光緒年間，豫嬪與瑾妃之間曾在過節、對方生辰時互送些喫食和針線活計。光緒二十三年（1897年）八月十六日瑾妃和豫嬪還互送的喫食，惟在二十九日，瑾妃便給二十八日故去的豫嬪進了一桌供飯，用銀六兩。豫嬪享年八十二歲，為道光帝後宮中活到最後者。同年九月十八日寅時，奉移慕東陵，九月二十二日辰時，豫嬪金棺奉安慕東陵。

## 家族
尚氏家族属内务府包衣漢軍旗人世家，與镶蓝旗汉军、三藩尚可喜之裔沒有任何關係，藉平定三藩之亂等的軍功在康熙朝發跡，後天下大定，尚氏一族或承襲世職，或在內務府任職。
- 八世祖：尚九霄，明朝金州衛官，世居關東瀋陽北門外山達然地方。

- 七世祖：尚清，配項氏。

- 六世祖：尚大德（c.1600s-？）。“尚大德，正白旗包衣人，世居瀋陽地方，國初來歸。其子尚興原任郎中兼佐領，孫尚志立由副将從征洞庭湖，擊賊陣亡，贈雲騎尉。……又尚大德之孫尚志傑原任郎中兼佐領，署理内務府總管；尚志舜原任内務府總管兼佐領”（据《八旗滿洲氏族通譜》卷74），從龍入關，葬京都東直門外東壩河尚家樓，《尚氏宗譜》說其在國初擔任過侍從官恐非事實[7]。正書《尚大德墓碑》拓片（刻于康熙6年(1667)11月後）、满汉文《尚大德(尚興之父)誥封碑》拓片（刻于康熙6年(1667)11月26日）现存北京国家图书馆。

- 五世祖：尚興（c.1630s-？），曾任內務府正白旗第五參領第四旗鼓佐領首任佐领（康熙十八年（1679）编立，据《钦定八旗通志》）、内务府惜薪司掌印郎中。满汉文《尚興誥封碑》拓片（刻于康熙6年(1667)11月26日）现存北京国家图书馆。继子尚志立。

- 高祖：尚志舜（又尚之顺，c.1660s-1731），雍正四年至九年（1726-1731）任总管內務府大臣兼佐領（卒于任上），曾任内务府正黄旗第四叅領第二旗鼓佐領（继任有总管内务府大臣丁皂保及其子内务府郎中丁松，丁皂保之妻高佳氏系镶黄旗满洲、文淵閣大學士高斌胞妹）、內務府正白旗第五參領第一旗鼓佐領（前任有曹尔正、曹寅，据《钦定八旗通志》）。
  - 胞兄尚志傑（1650-1725），由護軍授鑾儀衛治儀正，康熙十三年隨揚威大將軍和碩簡親王喇布出征吳三桂，轉戰江西、福建、湖廣等地，升員外郎、佐領，進廣儲司郎中兼御書處總管，授杭州織造，辭未赴任，旋署總管內務府大臣、管理崇文門稅務，欽賜花翎，誥授資政大夫。妻李氏，誥封恭人。现存有《尚志杰墓碑》。
  - 胞兄尚志立（？-1678；养父胞叔尚興），副将，陣亡，赠总兵官，賜世襲雲騎尉。《钦定八旗通志：忠義傳八：滿洲八旗八》卷216有传：“尚志立，包衣滿洲正白旗人，世居瀋陽地方，國初来歸，任逰撃，康熙十三年從征逆藩吴三桂至湖廣，十七年隨縂督蔡毓榮撃賊……等于洞庭湖，力戰陣亡，恩賜雲騎尉世職”。

- 曾祖：尚銘（c.1690s-?；养父胞叔尚志傑），誥贈中憲大夫，累贈武顯大夫；曾祖母許氏，誥贈恭人，累贈夫人。
  - 胞兄尚瑛，袭云骑尉，诰赠勇武将军。
  - 胞兄尚琇，南園苑丞，誥贈奉直大夫，晉武功大夫。
  - 胞兄尚琳，内务府郎中兼佐领、河东盐政；曾任内务府正白旗包衣第五㕘领第一旗鼓佐领（系国初编立，前任有曹寅、内务府总管尚志杰、内务府总管尚志舜，据《钦定八旗通志》），卒于任。妻李氏，其父内务府正白旗汉军、雍正朝总管内务府大臣李延禧；胞侄内务府佐领李維屏 (又名黑達塞)，娶高佳氏（胞兄镶黄旗满洲、文华殿大学士文端公高晉，胞姊高佳氏系正蓝旗汉军、道光三十年（1850年）庚戌科进士吉惠 (道光进士)的高祖母、光緒二年丙子（1876）恩科進士胡俊章的太高祖母）。子乾隆戊午科舉人尚英奇，孙女尚佳氏嫁正蓝旗宗室祿隆阿（父宗室穆特布，祖父奉恩將軍、宗學總管查達，曾祖貝勒、授安遠靖冦大將軍察尼，高祖豫通親王多鐸）。
  - 胞兄尚琮，武英殿副监造。

- 祖父：尚福海（c.1720s-1787），任内务府员外郎，乾隆三十七年、四十五年两任熱河總管，杭州織造兼管南新、北新關稅務，江寧織造兼管龍江西新關稅務，乾隆四十九年(1784)淮安關監督（卒于任），欽賜花翎，誥授中憲大夫，累授武顯大夫。原配尤氏，内务府正黄旗汉军、東陵總管內務府大臣豐盛額之女，江蘇巡撫安寧之胞妹（兄嫂戴佳氏為乾隆帝忻貴妃之姐），誥贈恭人，累贈夫人。继配烏雅氏，原任散秩大臣、一等承恩公博啟之孙女（即康熙帝孝恭仁皇后之侄孫女），誥封恭人，累封夫人，散秩大臣博永之女。子尚百祿，尚景慶，尚積慶，尚雲慶，尚如慶，尚善慶。乾隆三十九年（1774年），上命热河总管福海，在避暑山庄外修建了罗汉堂 (承德)。

- 姑母尚氏（c.1750s-1770s-?），分别嫁：
  - 正紅旗滿洲、山西布政使他他拉氏善德（又善泰；胞兄乾隆丙戌科進士善聰）。子乾隆甲辰科進士文寧（1765-1823），嘉慶癸亥翻譯進士寬明，桂山（字丹崖；四继妻覺羅氏，其父都察院左都御史阿揚阿），祥寧（子道光癸巳科進士廣旉）。
  - 內府正黃旗、筆帖式關氏長慶。
  - 內府鑲黃旗、原任苑副趙氏容山。
  - 鑲黃旗滿洲、乾隆戊戌进士富察氏恭泰（胞兄三等侍衛、貴州布政使公峩（继妻高佳氏，其祖父镶黄旗满洲文端公高晉），父江南江寧府知府官登，曾祖父文穆公馬齊；子陝甘總督惠吉，曾孙女富察氏封同治帝之淑慎皇貴妃）。
  - （尚福娥，嫁）鑲藍旗宗室書約（1753-1793）。子嘉慶己巳恩科進士宗室崇碩（1785-1816），妻高佳氏（父镶黄旗满洲、瑪尚阿巴圖魯高杞，祖父總管內務府大臣高恆 (清朝)，曾祖文定公高斌）。
  - 內府鑲黃旗、筆帖式徐氏揚桑阿。
  - 內府正白旗满洲、乾隆癸卯科舉人、浙江台州府知府輝發那拉氏延庚（胞姊封道光帝之和妃）。子内务府员外郎定安（字靜舫），孙內務府鑲黃旗滿洲公中佐領椿慶（字樸臣）；子圓明園苑丞恆安（字有軒）。
  - 內府正白旗汉军、筆帖式李氏長順（胞兄乾隆己亥舉人、熱河總管、正白旗護軍統領長闈，著有《挹綠軒詩稿》；胞姊李氏嫁内务府正白旗满洲索綽絡氏英柱，其胞叔德保 (清朝)；胞姊李氏嫁内务府镶黄旗汉军文肅公馮氏英廉之孙五福；父正黃旗護軍統領李延强；祖父熱河總管、粤海关监督李永標，著有《寄素堂詩稿》；家族有雍正朝總管內務府大臣李延禧 (清朝)、道光九年（1829年）己丑科进士舒貴、光緒二年（1876年）丙子恩科进士景瀛）。

- 父如慶（c.1770s-?；其母尤氏），都虞司柏唐阿。

- 胞伯善慶（c.1750s-?），内务府正白旗第一㕘領第一滿洲佐領（据《钦定八旗通志》）、内务府员外郎（母烏雅氏；其胞兄正黄旗满洲、内大臣、江宁将军西銘，乾隆四十九年（1784）出使朝鲜；父散秩大臣博永；祖父一等公、散秩大臣兼佐領博啟；祖姑母烏雅氏瑪琭，封康熙帝之孝恭仁皇后，即雍正帝、恂勤郡王允禵之生母）；妻索濟勒氏（父内务府郎中永泰）、耿氏（父二等护卫六格）。其：
  - 子德裕（字益之，c.1770s-?），乾隆甲寅恩科举人。妻富察氏（父三等侍卫伊昌阿）、李氏（父内务府筆帖式維廣）。
    - 孙儿純嘏（c.1790s-1854），内务府庆丰司员外郎兼镶黄旗公中佐领。妻李氏（父內務府正白旗漢軍、乾隆癸卯科舉人李吉安；胞兄李庆德，内务府会计司郎中；胞兄李慶會（c.1820-?），其女一嫁镶红旗满洲、光緒六年（1881）進士他他拉氏志銳（1852-1911），即光绪帝瑾妃和珍妃的堂兄，其女二嫁咸豐己未科進士、镶白旗宗室常珩；从堂侄光緒三年丁丑科进士繼昌 (光緒進士)）。曾孙道光戊戌（1838）进士延恒（1813-？），道光庚子（1840）进士延愷（1812-？），延憘，延惇；延懌（1830-？），其女尚氏原配嫁正蓝旗汉军科举人、苏州府候补知府胡玉瀛（父光緒二年丙子（1876）恩科進士胡俊章；胡俊章之太高祖母镶黄旗满洲高佳氏家族在雍正朝已与尚氏家族有姻戚关系）。

  - 子廣裕，云南丽江府知府，布政史衔。其女尚氏，继配嫁正黃旗蒙古、署理两广总督額哲特氏柏貴（父皂住，陕西直隶州知州；母曹氏，其父镶红旗汉军、乾隆二十二年（1757年）丁丑科武科探花曹龙骧）。
  - 子德貽，文英。

- 胞弟英啟，原為閒散人，後為護軍[8]，其姐晉封為豫嬪後，不勝感激之至，謹率闔族人等恭叩天恩[註 1]。